# Сражение при Мёккерне
Сражение при Мёккерне (фр. Bataille de Möckern) — первое сражение в ходе весенней кампании 1813 года правого крыла русско-прусской армии П. Х. Витгенштейна с французской армией вице-короля Эжена де Богарне под местечком Мёккерн.

## Предыстория

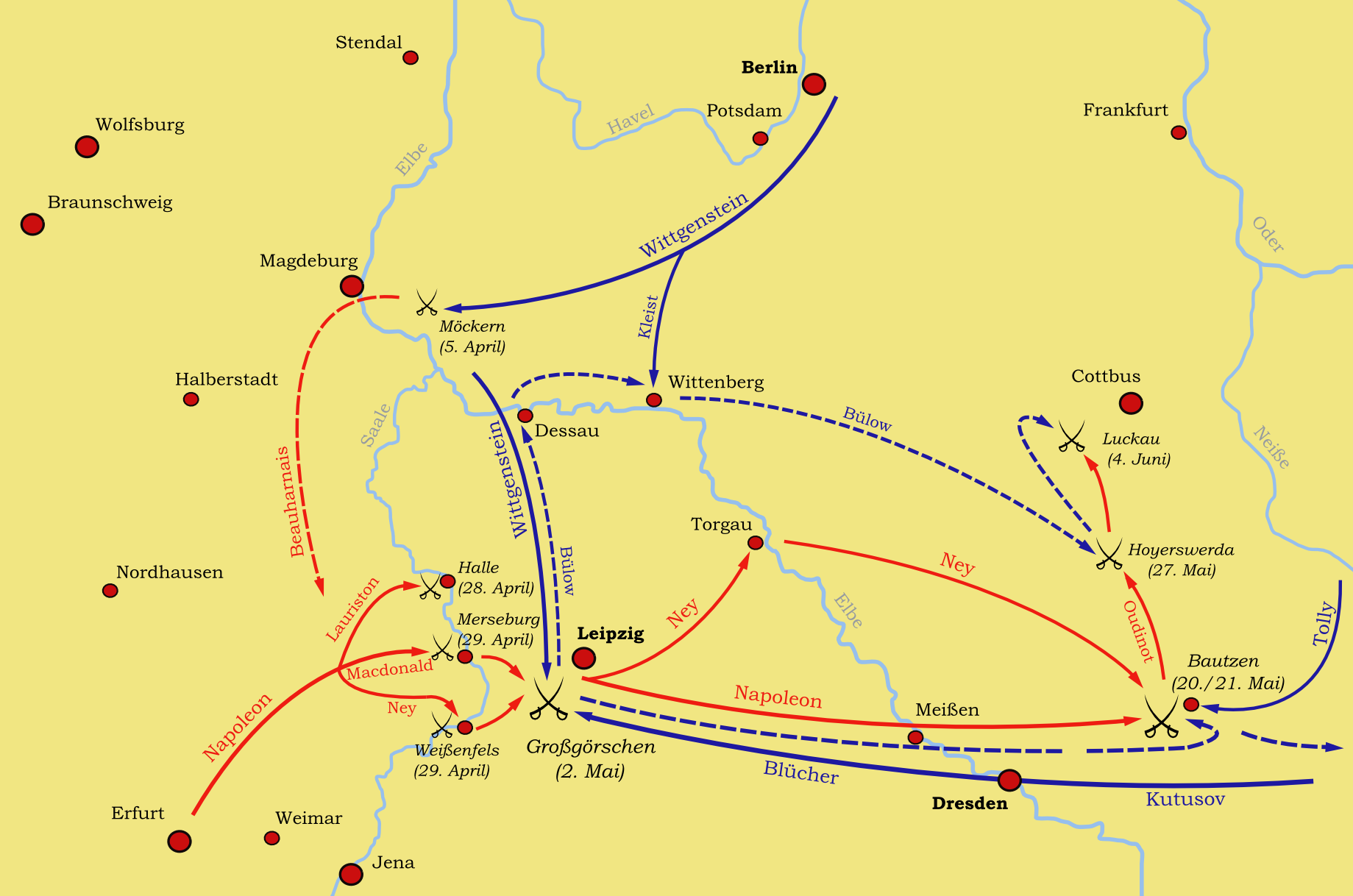
Обзорный план весенней кампании 1813 года.

27 марта 1813 года корпус Ф. Ф. Винцингероде — авангард армии Блюхера занял Дрезден. Войска маршала Даву отступили из Дрездена и заняли оборонительную линию по реке Заале. 3 апреля армия Блюхера достигла Дрездена и расположилась по линии Борна — Цвиккау.
28 марта Витгенштейн выступил из Берлина (35 000 чел.— корпуса Бюлова, Йорка, Берга и бригада Борстеля) с намерением соединиться с армией Блюхера: двигаться на Гросенхайн и переправиться через Эльбу между Мейсеном — Торгау. Командующий получил от Кутузова право «действовать по своему усмотрению» с учётом сложившейся обстановки.
Вице-король получил от Наполеона приказ «препятствовать соединению армий Витгенштейна и Блюхера». Выполняя приказ, Богарне, с целью отвлечь внимание Витгенштейна от переправы выше Виттенберга и движению к Лейпцигу сконцентрировал войска (40 000 чел. — корпуса Лористона, Гернье, два кавалерийских корпуса и гвардию) перед Магдебургом на правом берегу Эльбы. Учитывая угрозу удара во фланг, 2 апреля Витгенштейн приостановил движение армии на Гросенхайм и расположил корпуса между Цербстом и Циезаром. Бригада Борстеля была направлена к Фелицу.

## Ход сражения

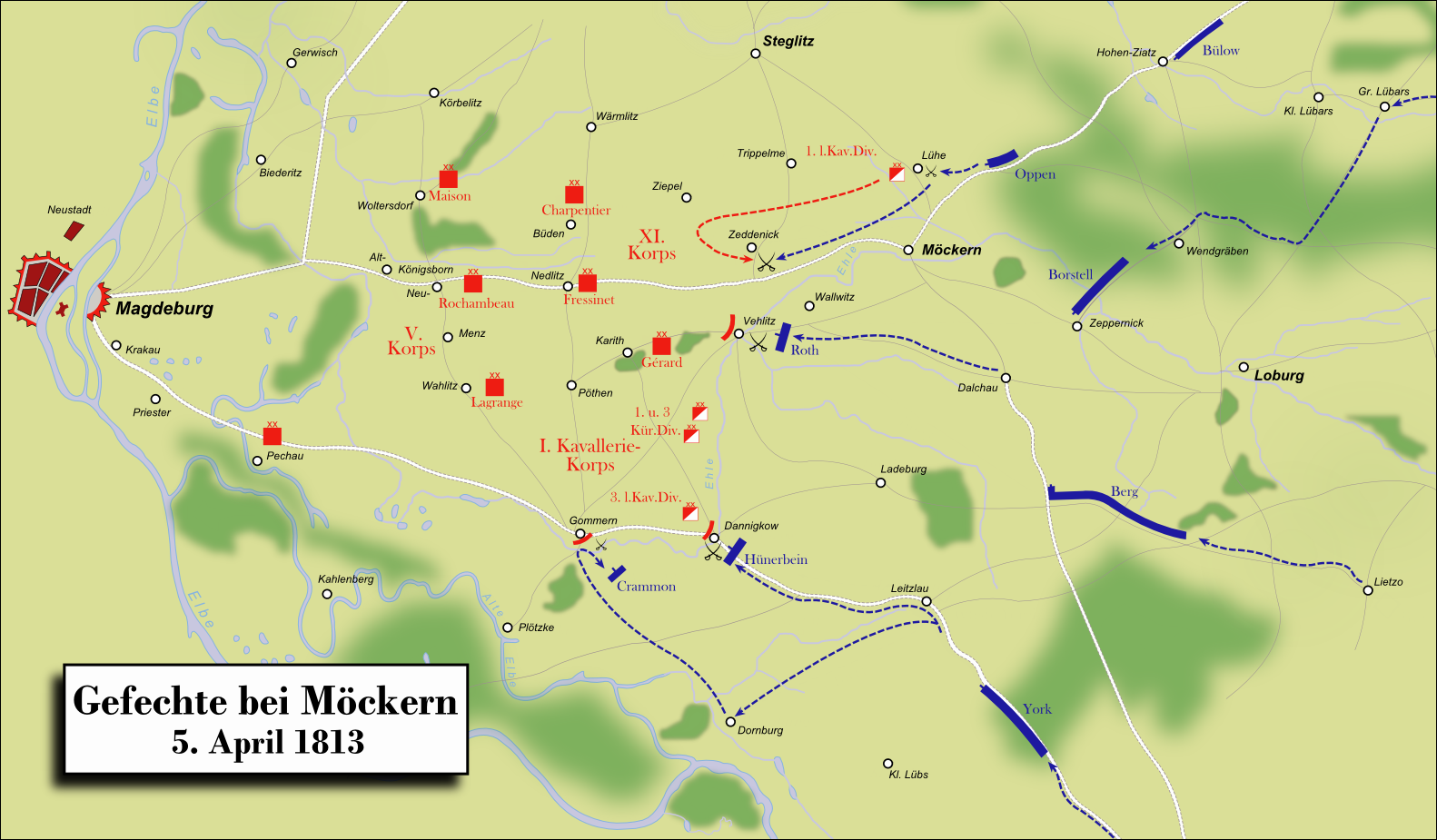
План сражения при Мёккерне

Учитывая ранее полученные сведения о наращивании сил неприятеля на правой стороне Эльбы, прусский генерал фон Шарнхорст составил диспозицию атаки войск вице-короля. По плану, согласованному с Витгенштейном, Борстель должен был выманить французов с занимаемой позиции, а войска Йорка и Берга должны были «обойти неприятеля с правого фланга и отрезать пути к отступлению». Однако, вице-король не поддался на ложные действия и начал отход к Магдебургу с занимаемой позиции: в центре, за рекой Эле располагался корпус Гренье (правое крыло у Гоммерна, левое на дороге на Бург). У Гервиша — войска Лористона. В резерве — гвардия на дороге из Гоммерна в Магдебург.
5 апреля, узнав о движении войск Богарне обратно к Магдебургу, Витгенштейн приказал немедленно атаковать французов тремя колоннами. Левая (корпус Йорка) была направлена от Цербста на Гоммерн и атаковала французов у Даннигкова. Средняя (корпус Берга) от Цепперника на Фелиц совместно с бригадой Борстеля атаковала французов у Эле близ Фелиц. Правая (корпус Бюлова) от Циезара на Мёккерн. Фронт атаки составил почти 7 верст.

### У Даннигкова
Генерал Гюнербейн двигаясь по дороге на Гоммерн, соединился с главными силами Йорка и оттеснил французские форпосты к Даннигкову . Впереди деревни находились два неприятельских эскадрона. Прусские лейб-гусары немедленно атаковали и «опрокинули» их. Однако, встретив у Даннигкова каре, отступили. Вице-король прислал со стороны Гоммерна подкрепление. Гюнербейн выслал влево от деревни конную батарею поручика Гензеля, которая «открыла продольный огонь». Тем временем, майор Лобенталь «с двумя батальонами 1-го Восточно-прусского полка» атаковали неприятеля с фронта и тыла. Атака заставила французов отойти к Гоммерну. К 5 часам подошли свежие силы Йорка — 3 батареи и шесть батальон драгун, которые помогли Гюнербейну удержать Даннигков. Союзные силы потеряли у Даннигкова 140 человек.

### У Фелица
В 5 часов Йорк отдал приказ атаковать и овладеть Фелицем. Берг и Борстель составили план атаки тремя колоннами. Крайние состояли из прусских войск, а средняя из русских под командованием генерала Рота. Пехота левой колонны форсировала болотистую речку вброд по пояс в воде и обезвредила несколько орудий французской батареи. Правая колонна форсировала реку, атакованная французскими эскадронами, перестроилась в каре и рассеяла неприятеля. Атака была поддержана прусскими драгунами Королевы Луизы и гродненскими гусарами, которые «довершили» поражение французов. 2-й батальон померанского полка овладел Фелицем. 1-й батальон померанского полка и войска Рота атаковали французов на высотах и «опрокинули» неприятеля. Потери союзных войск составили 300 чел. в том числе 6 офицеров. 250 чел. французов было взято в плен.

### У Цедденика
В 4 километрах к западу от Мёккерна у селения Цедденик авангард корпуса Бюлова под командованием генерала Оппена столкнулся с неприятелем. Впереди Цедденика за оврагом стояла французская кавалерия с конной батареей. За кавалерией располагались три каре пехоты. Оппен силами семи эскадронов атаковал неприятеля, однако был остановлен огнем французов. Бюлов направил майора Платена с 200 драгунами на помощь. «Бешехный Платен» кинулся на сильнейшего противника через овраг и «опрокинул» французов. Одновременно, прусская конная батарея открыла огонь по французской пехоте. Потери союзных войск составили 140 чел.

## Итог
Победа союзных войск «поселила в прусских войсках доверие к себе и к начальникам своим». Сражение отвлекло французов и позволило инженерным частям армии Витгенштейна устроить переправу через Эльбу у Рослау. Союзные войска (корпуса Йорка и Берга) форсировав реку, расположились на линии Дессау — Кётен. Часть сил армии Витгенштейна была оставлена для блокирования Магдебурга и Виттенберга. Вице-король оставил в Магдебурге сильный гарнизон и отступил к линии Штасфурт — Ашерслебен с намерением препятствовать форсированию Заале войсками Витгенштейна.
Население средней Германии радостно встретило появление союзных войск — всюду желали успехов. Однако, население не вооружалось:
хладнокровно ожидая, чем кончится война, поднятая Александром, за независимость Германии
Однако, в Силезии ситуация была иной. Правительство Пруссии делало «все возможное для решительной борьбы за возвращение независимости и находило пламенный отголосок в сердцах подданных»: повсеместно создавалось народное ополчение (конный и пеший ландвер). Мужчин, не вошедших в регулярную армию и ландвер, поголовно вооружали. Шла подготовка к упорнейшей народной войне в случае повторного нашествия французов.
Наполеон жаждал побед и накапливал силы между Вюрцбургом и Эрфуртом. Кутузов, опасаясь обхода Наполеоном левого фланга союзных войск у Хофа, приказал Витгенштейну и Блюхеру сосредоточить силы на линии Борна — Хемниц. Возможный манёвр обхода, как полагал Кутузов, позволял Наполеону занять Дрезден и быстро двинуться на Герцогство Варшавское. Фельдмаршал приказал Витгенштейну не обращать внимание на попытки вице-короля атаковать Берлин и даже предложил пожертвовать им. Это был последний приказ прославленного полководца перед своей смертью.
Бонапарт заявлял:
Дом Гогенцоллерский недостоин обладать престолом ; прусская монархия распадется на части: Восточная и Западная Пруссии отойдут к Польше, Силезия отойдет к Австрии, прочие области присоединяться к Вестфальскому Королевству
На фоне заявлений Наполеона, поляки ожидали прибытия новой французской армии и готовились к «поголовному» восстанию против русских и прусских войск.